# Shirin Ebadi
Shirin Ebadi (شیرین عبادی em persa) (Hamadã, 21 de junho de 1947) é uma advogada, ex-juíza e ativista dos direitos humanos. Em 10 de outubro de 2003, recebeu o Prêmio Nobel da Paz pelo significativo e pioneiro esforço pela democracia e direitos humanos, em especial direitos de crianças, mulheres e refugiados. Foi a primeira cidadã iraniana e a primeira mulher muçulmana a receber um Nobel.
Em 2009, o prêmio teria sido confiscado pelas autoridades iranianas, alegação desmentida pelo governo de Teerã. Se verdade, ela teria sido a primeira laureada na história do Prêmio Nobel a ter seu prêmio confiscado.
Desde junho de 2009, Ebadi vive exilada no Reino Unido por causa da crescente perseguição aos cidadãos iranianos críticos do regime de Teerã.

## Biografia
Shirin Ebadi nasceu em Hamadã, onde o seu pai, Mohammad Ali Ebadi, era um renomado professor de Direito Comercial. A sua família mudou-se para Teerã em 1948.
Em 1965, foi admitida no curso de Direito da Universidade de Teerã e em 1968 concluiu a licenciatura. Em março de 1969 tornou-se a primeira mulher iraniana a ser nomeada juíza. Prosseguiu os seus estudos na Universidade de Teerã, tendo concluído um mestrado em 1971. Em 1975, tornou-se a primeira mulher iraniana a presidir um tribunal legislativo.
Após a Revolução Islâmica de 1979, por pressão dos clérigos conservadores que insistiam que o Islã proibia as mulheres de serem juízas, ela e outras mulheres foram destituídas da magistratura e apenas lhes foi permitido realizar trabalhos administrativos nos tribunais. Após vários protestos, acabaram sendo nomeadas "especialistas em leis" pelo Ministério da Justiça. Posteriormente, Shirin Ebadi pediu aposentadoria antecipada, por verificar que a sua situação profissional não evoluía.
Durante vários anos, solicitou repetidamente autorização para exercer advocacia privada. Depois de várias rejeições, a autorização foi concedida em 1993. Até essa data escreveu diversos livros e artigos que a tornaram conhecida.

## Atividade Profissional
Atualmente, Shirin Ebadi é professora na Universidade de Teerã e tem-se envolvido numa campanha a favor do estatuto legal das mulheres e crianças no Irã.
Como advogada é conhecida pela sua intervenção em numerosos casos de violação de direitos humanos, em especial de mulheres e crianças. Também tem defendido dissidentes, membros de minorias religiosas e de publicações fechadas pelo governo iraniano.
Shirin Ebadi foi a representante legal de Ezzat Ebrahim-Nejad, a única vítima mortal dos protestos estudantis de 1999. No decorrer do processo, Ebadi foi acusada de divulgar uma fita de vídeo com a confissão do autor do crime. Como conseqüência, a sua licença de advogada foi revogada durante alguns meses.
Shirin Ebadi representou a mãe de Zahra Kazemi, uma fotojornalista iraniano-canadense que morreu numa prisão no Irã.
Shirin Ebadi também ajudou à criação da lei contra o abuso físico de crianças, que foi aprovada pelo parlamento iraniano em 2002, e fundou duas organizações não-governamentais: a Sociedade para a Proteção dos Direitos das Crianças e o Centro dos Defensores dos Direitos Humanos.

## Prêmio Nobel
Em 10 de outubro de 2003, o Comitê Nobel considerou-a uma "pessoa corajosa" e atribuiu-lhe o Nobel da Paz pelos seus esforços corajosos em prol da democracia e dos direitos humanos, especialmente direitos das mulheres e das crianças.
No Irã, o governo da República Islâmica reagiu com silêncio ou de forma crítica, considerando que se tratava de um ato de uma instituição pró-ocidental; o fato da Sra. Ebadi não ter usado um véu durante a cerimônia de entrega do prêmio também mereceu críticas. A agência oficial iraniana,IRNA, mencionou o evento apenas com algumas linhas, e os jornais estatais iranianos aguardaram várias horas antes de divulgar o evento.
Desde que recebeu o prêmio, Shirin Ebadi tem viajado por diversos países estrangeiros, dando conferências e recebido homenagens, publicando documentos e defendendo pessoas acusadas de crimes políticos no Irã.

## Ameaças
Em abril de 2008, Shirin Ebadi declarou à agência Reuters que o respeito pelos Direitos Humanos no Irã tinha regredido nos últimos dois anos e aceitou defender os dirigentes Bahá'ís presos no Irã em 2008.
Nesse mesmo mês, Ebadi publicou uma declaração onde afirmava: "As ameaças contra a minha vida e segurança da minha família, que se iniciaram há algum tempo, intensificaram-se"; acrescentou que as ameaças advertiam-na a não fazer discursos no exterior e a não defender os membros da comunidade Bahá'í. Em agosto de 2008, a agência IRNA publicou um artigo em que atacava Ebadi, insinuando sobre as suas ligações à Fé Bahá'í e acusando-a de procurar apoios no Ocidente. Uma das suas filhas, Nargess Tavassolian, também foi acusada de se convertida à religião Bahá'í, um crime que no Irã é punido com a pena de morte.
Em dezembro de 2008, um grupo de manifestantes atacou a sua casa, gritando slogans e pintando insultos nas paredes; no final desse mês, a polícia iraniana fechou o escritório do Centro dos Defensores dos Direitos Humanos. Na ocasião a organização Human Rights Watch  afirmou estar "extremamente preocupada" com a segurança de Shirin Ebadi.

## Publicações
Foram traduzidas e publicadas em língua portuguesa duas obras de sua autoria. Em Portugal foram publicados:

- O Despertar do Irão, Editora Guerra & Paz, 2007, ISBN 9789898014429
- A Gaiola de Ouro, Editora Esfera dos Livros, 2009, ISBN 978-989-626-16

No Brasil suas obras ainda não foram publicadas.